# Anartia amathea
Anartia amathea (denominada popularmente, em língua inglesa, de Coolie, Scarlet Peacock, ou Tomato) é uma borboleta neotropical da família Nymphalidae e subfamília Nymphalinae, encontrada em ambos os lados da cordilheira dos Andes, da Colômbia até a Argentina e norte do Chile; mas também no Caribe, em Trinidad, Tobago, Antígua, Barbados e Granada. Foi classificada por Carolus Linnaeus, com a denominação de Papilio amathea, em 1758. De acordo com Otero, esta é uma das borboletas mais comuns do Brasil.

## Descrição
Indivíduos (machos) desta espécie possuem as asas de contornos serrilhados, com cerca de 4 centímetros, e são basicamente de coloração marrom, vistos por cima, com manchas brancas em seu interior. Outra superfície, de um marrom mais claro, pode ser avistada próxima ao corpo do inseto. Ambas as superfícies são divididas por uma faixa irregular, em vermelho. Por baixo, tal padrão se mistura com o de uma folha seca. Possuem dimorfismo sexual, com suas fêmeas apresentando um padrão de coloração similar, porém mais pálido.

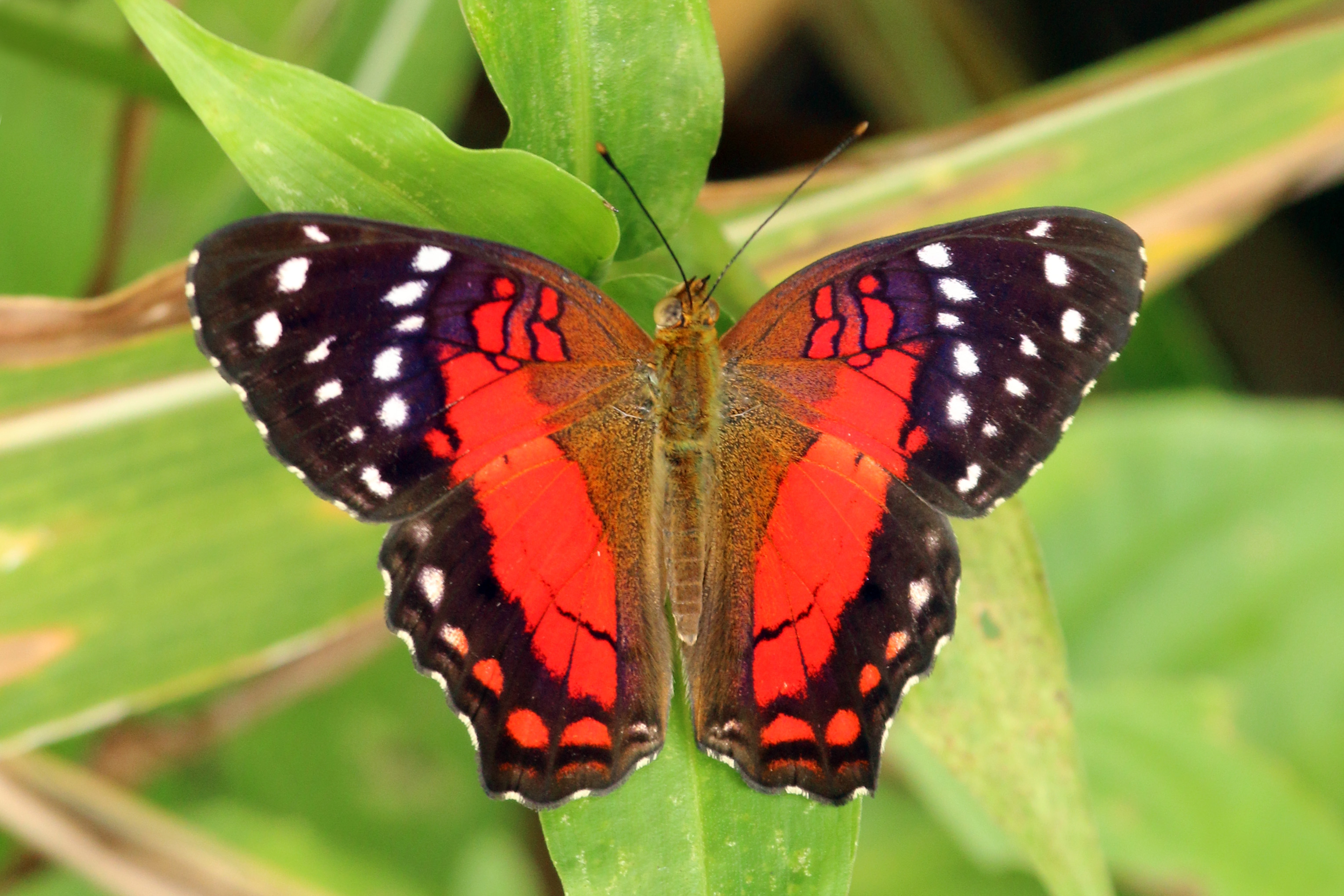
A. amathea, macho.
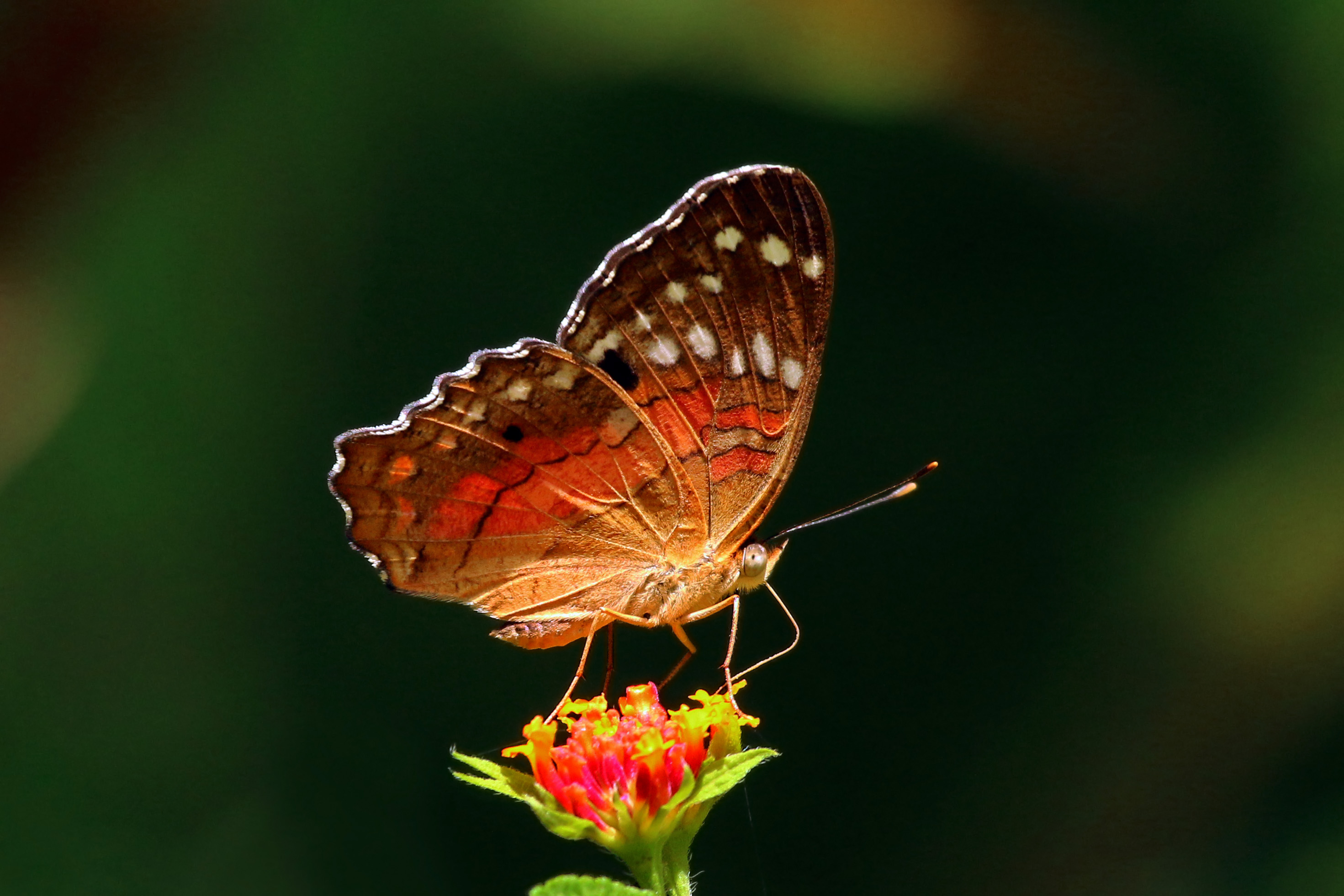
A. amathea, em repouso.

## Hábitos
Segundo Adrian Hoskins e Luiz Soledade Otero, esta espécie pode ser encontrada em floresta primária, ao longo das margens dos rios e em clareiras; mas também ocorrendo, principalmente, em habitats de floresta secundária e em brejos, campos, pastagens, jardins, praças e pomares, em altitudes de até 1.600 metros. É ativa nas horas quentes do dia, mas também podem ser avistadas em momentos de chuva fraca.  Em alguns locais elas são avistadas em grande quantidade. Se alimentam de substâncias retiradas de flores como a Lantana camara. A vida do adulto é curta, abrangendo entre uma e duas semanas.

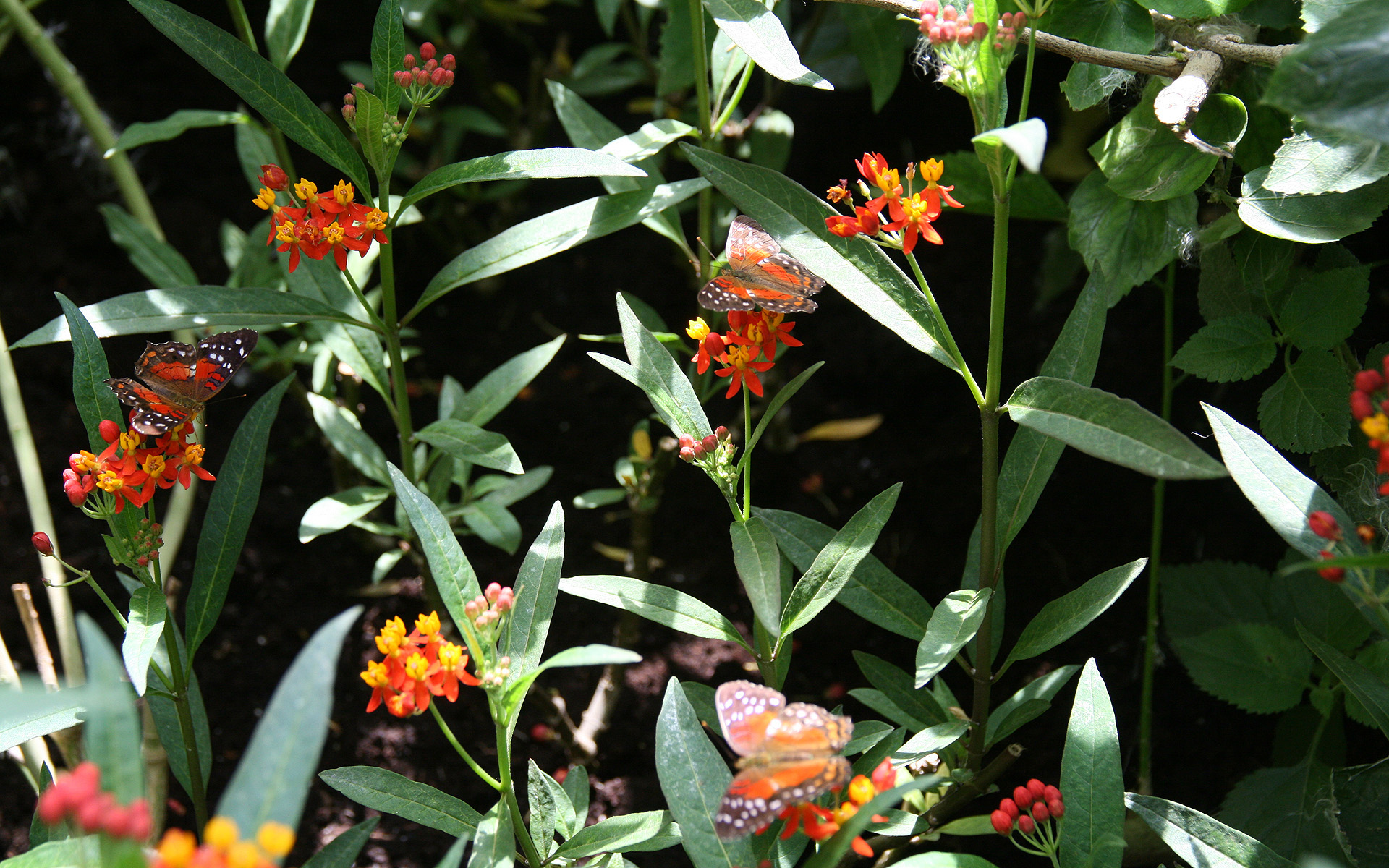
Três borboletas da espécie A. amathea se alimentando de "Oficial de Sala" (Asclepias curassavica).

## Ovo, lagarta, crisálida e planta-alimento
As lagartas de Anartia amathea, nascidas de ovos isolados, se alimentam de plantas da família Acanthaceae e Labiatae, ou de Melissa officinalis (erva-cidreira). Seus ovos são verde-amarelados e suas lagartas são marrom-esverdeadas, moderadamente engrossadas e espinescentes. Dotadas de projeções como chifres em sua cabeça. Sua crisálida é lisa e de coloração verde-clara.

## Subespécies
A. amathea possui três subespécies:
- Anartia amathea amathea - Descrita por Linnaeus em 1758, de provável exemplar proveniente do Suriname ("Indii" na descrição).
- Anartia amathea roeselia - Descrita por Eschscholtz em 1821, de exemplar proveniente do Brasil.
- Anartia amathea sticheli - Descrita por Fruhstorfer em 1907, de exemplar proveniente da Bolívia.